# Sadd-e Kobār
Sadd-e Kobār (persiska: سد کبار) är en dammbyggnad i Iran.   Den ligger i provinsen Qom, i den centrala delen av landet, 140 km söder om huvudstaden Teheran. Sadd-e Kobār ligger 1 031 meter över havet.
Terrängen runt Sadd-e Kobār är kuperad åt sydväst, men åt nordost är den platt.Runt Sadd-e Kobār är det ganska tätbefolkat, med 83 invånare per kvadratkilometer. Närmaste större samhälle är Jamkarān, 16,0 km nordväst om Sadd-e Kobār. Trakten runt Sadd-e Kobār är ofruktbar med lite eller ingen växtlighet.